# 華佗廟 (大環村)
华佗庙，位于中国广东省中山市火炬高技术产业开发区大环村，建于清光绪二十八年（1902年）；1993年6月重修。建筑坐东北向西南，为砖木结构，占地面积约93平方米。1990年12月，列入中山市文物保护单位。